# 須波麻神社
須波麻神社（すはまじんじゃ）は、大阪府大東市中垣内にある神社。式内社で、旧社格は郷社。

## 歴史

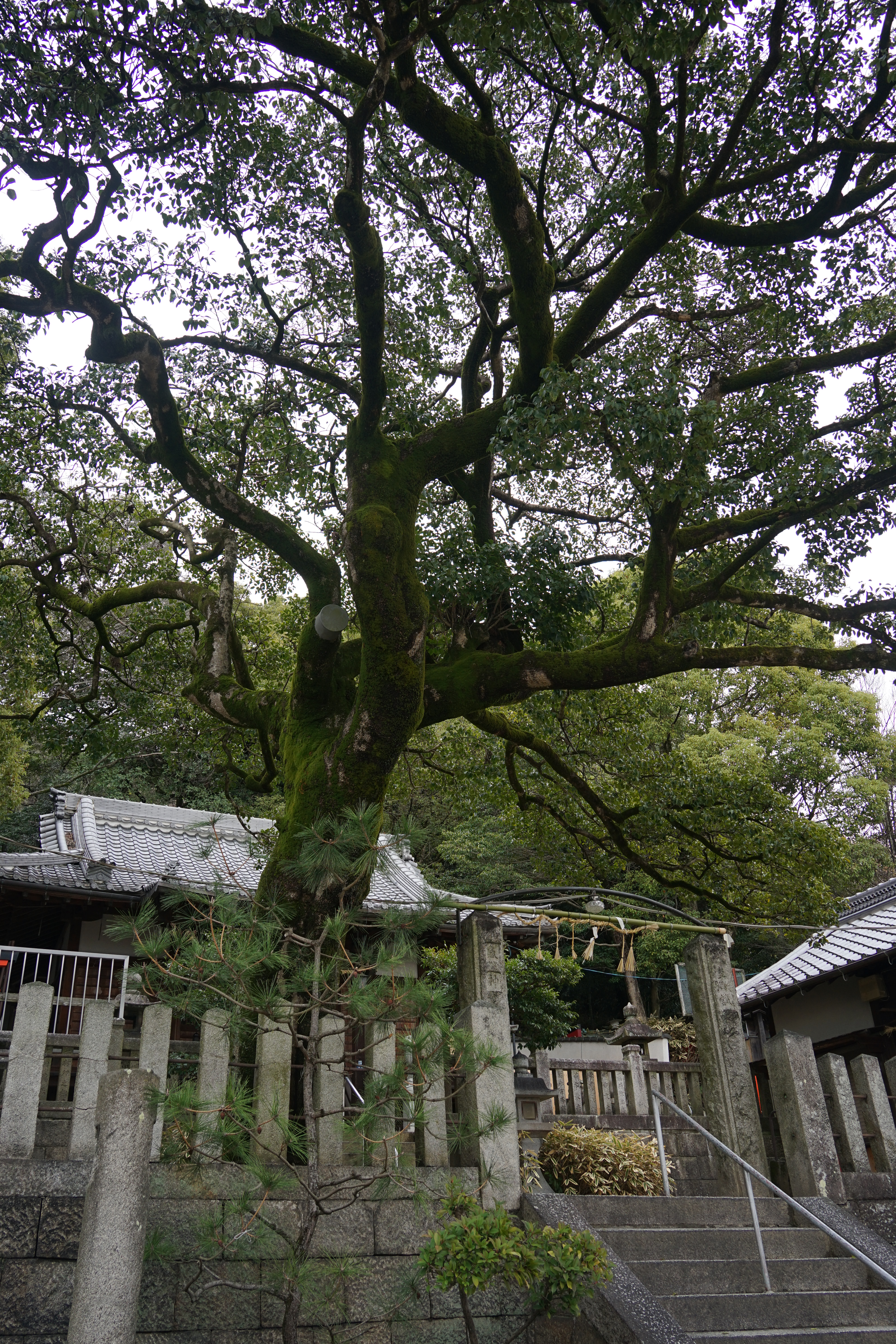
境内のクロガネモチ（保存樹木）

言い伝えによると古くは出雲大社と同体で10月7日に大祭をしていたという。創建の詳細は定かではないが、平安時代の「延喜式神名帳」には既に記載されており、大東市内で唯一の式内社である。讃良郡から若江郡に至るまで、数十ヶ村の氏子をかかえていた。1873年（明治6年）に讃良郡内十一ヶ村の郷社になり、1907年（明治40年）9月には寺川の大谷神社、龍間の龍間神社、深野の坐間神社の三社が合祀されたこともあった。現在は中垣内の産土神である。
社名について
この神社がある地域は昔河内湾が存在し、それが河内潟、河内湖と淀川や大和川などの土砂の流入によって縮小していくことで徐々に集落等がつくられていったが、なおも深開池や深野池など大きな池として存在が残った。この神社の西はそうした池の水辺であったとされ、当初は大国主命ではなく別の水難除けの水神を祀った神社だったという説があり、現在の社名は「渚浜／洲浜(すはま)」（つまり水辺）から転じたのではないかと推測されている。ちなみにこの「渚浜(すはま)」という地名は大東市において知りうる最古の地名である。

## 境内

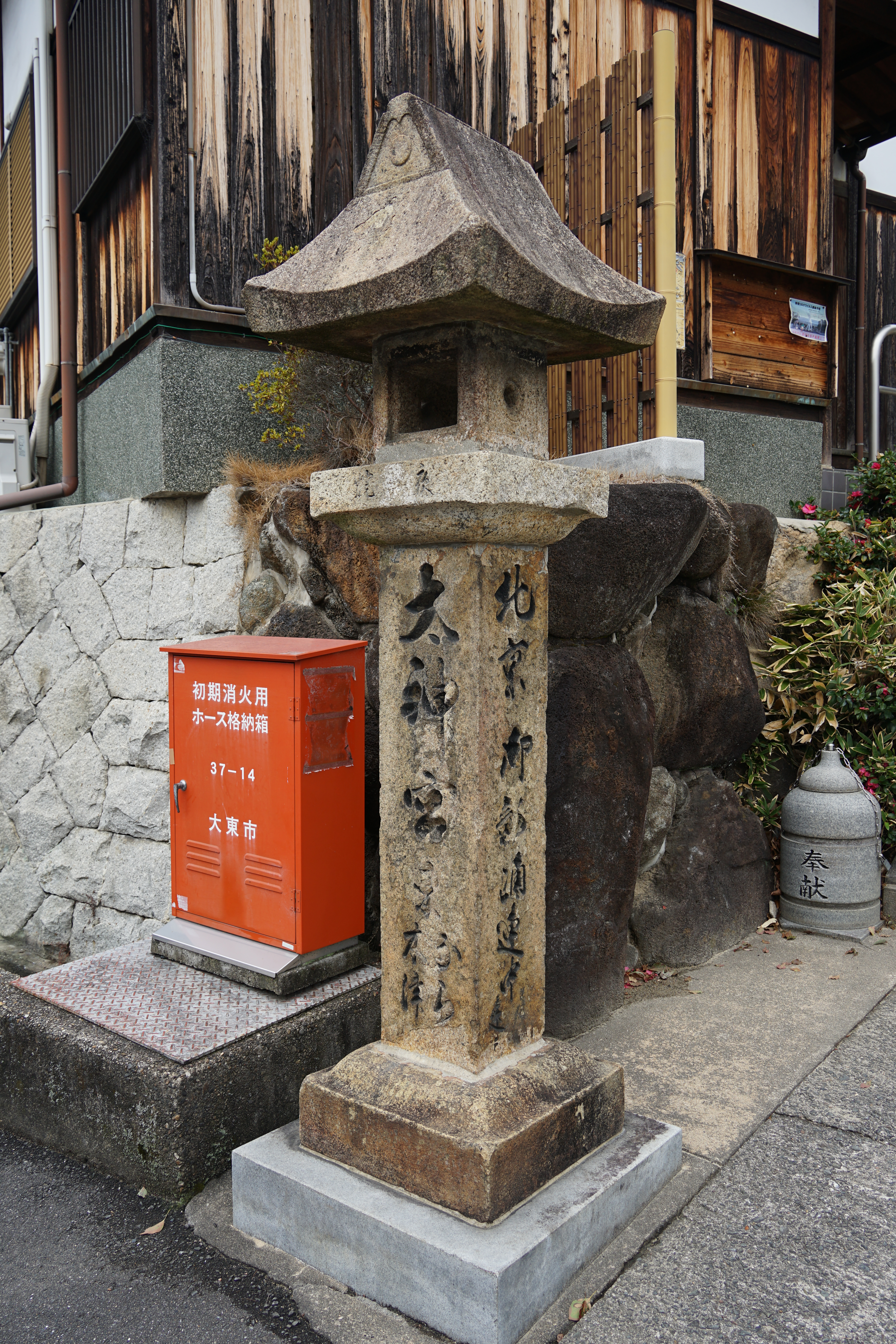
石灯籠（併用道標）

社殿手前にはクロガネモチの大木が自生しており、大東市の保存樹木に指定されている。
境内には合計十一基の灯籠があるが、1830年（文政13年）製の境内入り口に置かれた灯籠は道しるべを兼ねたもので、近くの東高野街道筋から移したものである。

## 現地情報
所在地
- 大阪府大東市中垣内2-11

交通アクセス
- 最寄駅：JR学研都市線野崎駅下車後、徒歩約28分（南東へ約2.2km）
- 近鉄バス四條畷線中垣内バス停下車後、徒歩約7分